# 푸혹땃쥐
푸혹땃쥐(Crocidura phuquocensis)는 땃쥐과에 속하는 포유류의 일종이다. 베트남에서 발견된다. 푸혹 지방에 제한적으로 서식한다.